# رمكو إيكرز
رمكو إيكرز (1 يوليو 1941 - 4 يونيو 2021)، هو شاعر وكاتب هولندي.